# Aizkraukles pagasts
Aizkraukles pagasts er en territorial enhed i Aizkraukles novads i Letland. Pagasten havde 1.277 indbyggere i 2010 og omfatter et areal på 90,50 kvadratkilometer. Hovedbyen i pagasten er Aizkraukle.